# Estadio Juan Maldonado Gamarra
El estadio Juan Maldonado Gamarra es un recinto deportivo ubicado en la ciudad peruana de Cutervo, departamento de Cajamarca, a 2649 m s. n. m. Es escenario del club Comerciantes Unidos en la primera división del Perú desde 2016 y desde 2022 es sede del Club Defensores del Ilucán en la Liga Femenina. También es sede del club Los Inseparables en Copa Perú.

## Remodelación
El alcalde de la Municipalidad Provincial de Cutervo inició con la remodelación del estadio en 2013. El 2014 se culminó la primera etapa que incluía la tribuna occidental y el gramado artificial, el 2015 se inició la construcción de la tribuna oriental siendo culminada el 2016 con un techo a lo largo de su emplazamiento, el 2017 se planea techar la tribuna occidental.
El 13 de agosto de 2017, el Comerciantes Unidos recibió a Alianza Lima por la última fecha del Torneo Apertura. El partido finalizó 0-0 y con ello la visita logró el título del torneo ante 5400 espectadores, siendo el récord de asistencia en este escenario.
El estadio de Cutervo, el Juan Maldonado Gamarra, viene siendo remodelado actualmente por la Municipalidad Provincial de Cutervo, gestión 2023-2026, el cual será cambio de grass sintético chino por uno certificado por la FIFA, arreglo de camerinos y mucho más, todo porque Comerciantes Unidos juegue de local en su nido Cutervo.

## Finales de torneos y definiciones
| Fecha      | Local               | Resultado | Visitante    | Competición                          |
| ---------- | ------------------- | --------- | ------------ | ------------------------------------ |
| 25-10-2015 | Comerciantes Unidos | 1-0       | Sport Boys   | Fecha 22 de la Segunda División 2015 |
| 13-8-2017  | Comerciantes Unidos | 0-0       | Alianza Lima | Fecha 15 del Torneo Apertura 2017    |
| 14-9-2023  | Comerciantes Unidos | 2-0       | Unión Huaral | Fecha 24 de la Liga 2 2023           |